# ISO 3166-2:BN

Distrikte in Brunei

Die Liste der ISO-3166-2-Codes für  Brunei enthält die Codes für die 4 Distrikte.

Die Codes bestehen aus zwei Teilen, die durch einen Bindestrich voneinander getrennt sind. Der erste Teil gibt den Landescode gemäß ISO 3166-1 (für  Brunei BN), der zweite den Code für den Distrikt wieder.
Die aktuellen Codes stehen auf der Seite der ISO unter #iso:code:3166:BN zur Verfügung.

| Distrikt     | Code  |
| ------------ | ----- |
| Belait       | BN-BE |
| Brunei-Muara | BN-BM |
| Temburong    | BN-TE |
| Tutong       | BN-TU |